# Странные люди
«Странные люди» — советский художественный фильм 1969 года, снятый Василием Шукшиным по собственным рассказам. Фильм состоит из трёх новелл — «Братка», «Роковой выстрел», «Думы», герои которых — чудаки, «странные люди», живущие в деревне, не всегда удобные для окружающих, но обладающие богатым внутренним миром.
Натурные съёмки проводились в 1968 году в сёлах Порецкое и Мордыш Суздальского района Владимирской области.

## Сюжет

### «Братка»
Деревенский парень Васька едет в Ялту, где давно живёт его старший брат. Брат разведён, однако обеспокоен тем, что ему «надо устраивать быт», и берёт с собой Ваську в гости к одинокой женщине, Лидии Николаевне, которую он рассматривает как «вариант». У Лидии есть маленькая дочка Маша, и пока взрослые сидят за столом, выпивают и поют под гитару, её отправляют гулять со знакомой. Муж Лидии (в его роли на фотографии выступил сам Шукшин), как объясняет Ваське брат, ушёл из семьи, запив. Уже дома, перед сном, брат говорит Ваське, что есть у него и ещё один вариант, но только там «вывеска не та». На следующий день Васька катается на канатной дороге, а потом решает ехать обратно в деревню. Дома он говорит, что у брата не был, так как потерял деньги и три дня прожил у дружка в райцентре.

### «Роковой выстрел»
В сибирскую деревню к пожилому охотнику Броньке приезжает группа молодёжи, чтобы поохотиться. Бронька отправляется с ними на охоту, на прощание жена просит его «хоть на этот раз перетерпеть», а то ей «от людей проходу нет». Во время привала Бронька спрашивает молодых людей, слышали ли они про покушение на Гитлера, и говорит, что покушений было на самом деле два, но про второе никто не знает. Он говорит, что двадцать пять лет назад, в июне 1943 года его, молодого санитара, из-за сходства с пойманным немецким офицером стали готовить к покушению на Гитлера, который должен был прибыть на передовую. Переодетый немецким офицером, Бронька с пакетом для фюрера проник в его бункер, однако, выстрелив из браунинга, промазал. Бронька рассказывает свою историю с необыкновенным надрывом, однако остаются сомнения в её правдивости.

### «Думы»
Рассказ «Думы» о том, как деревенский парень по имени Колька страдает от мук творчества. Деревенским жителям он кажется странным — всё время о чём-то думает, вырезает фигурки из дерева, жениться не торопится, не спешит влиться в ту обыденность, в которой пребывает каждый из них. Колька пытается вырезать фигуру Стеньки Разина, и все не понимают: зачем ему нужна эта пустая забава. Однажды старожил деревни Матвей вызвал Кольку на разговор и понял, что фигурка Разина — это попытка человека осмыслить историческое событие, связанное с этой личностью. И дед советует парню махнуть рукой на всех, кто над ним смеётся, и продолжать своё творчество.

## В ролях

### «Братка»
- Сергей Никоненко — Васька-чудик
- Евгений Евстигнеев — Брат Васьки
- Лидия Федосеева-Шукшина — Лидия Николаевна
- Галина Булкина — жена Васьки
- Клавдия Козлёнкова — тётя Клава
- Николай Смирнов — Коля, сосед Лидии Николаевны
- Клавдия Волкова — соседка брата
- Александра Денисова — соседка брата
- Мария Шукшина — Машенька, дочь Лидии Николаевны
- Александр Толстых — Уралов, турист в Ялте

### «Роковой выстрел»
- Евгений Лебедев — Бронька (Бронислав Иванович) Пупков
- Любовь Соколова — Алёна, жена Броньки Пупкова
- Виктор Авдюшко — председатель колхоза
- Надежда Репина — туристка
- Андрей Разумовский — турист
- Пётр Пиница

### «Думы»
- Всеволод Санаев — Матвей Иванович Рязанцев, председатель колхоза
- Пантелеймон Крымов — Вениамин Захарович Дулич, учитель истории
- Юрий Скоп — Колька-скульптор
- Елена Санаева — дочь Рязанцева
- Нина Сазонова — жена Матвея Рязанцева
- Аркадий Трусов — кузнец
- Антонина Богданова — мать кузнеца-скульптора Коли
- Артём Карапетян — корреспондент
- Лилия Захарова — девушка на качелях, жена Матвея Рязанцева в молодости
- Лев Корсунский
- Николай Дьянов

## Съёмочная группа
- Сценарий и постановка: Василий Шукшин
- Оператор: Валерий Гинзбург
- Композитор: Карен Хачатурян
- Художник-постановщик: Игорь Бахметьев
- Монтаж: Наталья Логинова
- Звукооператор: Александр Матвеенко

## Критика
Киновед C. Фрейлих написал, что «артисты С. Никоненко (новелла „Братка“), Е. Лебедев („Роковой выстрел“) и В. Санаев („Думы“) в неожиданных ракурсах обнажили серьёзное содержание людей, казавшихся на первый взгляд чудаками».
Критик Инна Левшина считала, что «фильм интересный, талантливый …, но не сложившийся в цельное и ёмкое повествование, то есть оказавшийся в чём-то важном ниже уровня шукшинской прозы». По её мнению, фильм распался «на далёкие друг от друга и в разных случаях, в разной степени утерявшие обаяние шукшинской прозы режиссёрские этюды».
Киновед Владимир Баскаков раскритиковал вторую новеллу фильма за неуместные байки о войне, отметив при этом, что «в первой и особенно в лучшей в этом фильме — в третьей — новелле есть истинная любовь к людям труда, жителям деревни, настоящая атмосфера сельской жизни, не из книг и газет почерпнутая».
Критик Константин Рудницкий, анализируя причины относительной неудачи фильма, писал, что он «лишён внутренней цельности». Рудницкий писал: «Три портрета, поданные то с откровенным сочувствием, как Васька-Чудик, которого сыграл С. Никоненко, то с иронией, как Бронька, возбуждённо и нервно сыгранный Е. Лебедевым, то и с иронией и с сочувствием сразу, как Матвей Рязанцев в горестно-суровом исполнении В. Санаева, никак не складывается в триптих». Критик резюмировал: «И хотя многое — по частностям — удалось режиссёру, тем не менее сам Шукшин не зря считал фильм „Странные люди“ своей режиссёрской неудачей».
Киновед Юрий Тюрин подробно рассмотрел фильм и назвал его недооценённым. В частности, он писал, что «немногие догадались про характер-притчу, когда смотрели „Странных людей“, особенно вторую новеллу этого фильма — „Роковой выстрел“». «Доверяя слову, звучащему с киноэкрана в исполнении актёра-реалиста (образа-типа), — писал критик, — Шукшин не боялся показаться скучным».
Культуролог Наталья Кириллова писала, что «фильм, в котором много прекрасных актёрских работ (Е. Евстигнеев, Е. Лебедев, С. Никоненко, Л. Федосеева, В. Санаев, Н. Сазонова, Л. Соколова и другие), интересен не только эксцентрическими выходками шукшинских „странных людей“, но и исследованием состояния души человеческой».
Доктор искусствоведения Ирина Шестакова утверждала, что «Шукшин, несмотря на остро переживаемую им критику фильма „Ваш сын и брат“, сводившуюся к обвинению в противопоставлении деревни и города, в новой киноленте как будто продолжает настаивать на своём, ещё резче очерчивая контрасты в изобразительном решении городских и деревенских картин, но придавая им некий обобщающий, условно-метафорический характер». Она также писала: «Назревавший духовный кризис Шукшина … нашёл выражение в собственной оценке последнего фильма как творческой неудачи, как измены делу служения художника народу. Своеобразным выходом из кризиса стала идея создания новых фильмов на основе оригинальных киносценариев … Таким опытом отказа от „литературности“ стал фильм „Печки-лавочки“».